# اچ جف کیمبل
 اچ جف کیمبل (انگلیسی: H. Jeff Kimble؛ ۲۳ آوریل ۱۹۴۹ – ۲ سپتامبر ۲۰۲۴) یک دانشمند و فیزیک‌دان اهل ایالات متحده آمریکا بود.